# В июне 41-го (фильм, 2003)
«В июне 41-го» или «Песня Розы» (англ. The Burning Land или The Song of Rose) — художественный фильм о Великой Отечественной войне.
Последний фильм режиссёра Михаила Пташука, который погиб вскоре после съёмок.

## Сюжет
В июне 1941 года юная американка еврейского происхождения Роза Ашкенази приезжает на родину своих родителей, в маленькую белорусскую деревню, чтобы собрать материал для нового мюзикла. А через несколько дней начинается война. Нацисты заживо сжигают население деревни, и Роза — единственная, кому удаётся спастись. Вместе с попавшим в окружение лейтенантом Красной Армии Иваном Антоновым, спасающим знамя полка, она пытается догнать отступающие советские войска.

## В ролях
| Актёр              | Роль                        |
| ------------------ | --------------------------- |
| Нора Зехетнер      | Роза Ашкенази               |
| Юрий Колокольников | лейтенант РККА Иван Антонов |
| Павел Константинов | Никита                      |
| Лев Прыгунов       | полковник НКВД Марчук       |
| Марина Голуб       | тётя Хава                   |
| Яков Явно          | дядя Девид                  |
| Иван Мацкевич      | Стешин                      |
| Александр Ткаченок | Аркадий                     |
| Александр Подобед  | генерал РККА Антонов        |
| Джемал Тетруашвили | сержант НКВД                |
| Александр Тимошкин | майор РККА                  |
| Анатолий Кот       | офицер СС в деревне         |
| Олег Климович      | сержант Ивченко             |
| Олеся Лесникова    | пьяная офицерская подруга   |
| Оксана Лесная      | деревенская женщина         |
| Валерий Мороз      | старик на станции           |
| Дмитрий Слепович   | парень на свадьбе           |

## Съёмочная группа
- Авторы сценария: Михаил Пташук, Вадим Соколовский, Крис Сиверстон
- Режиссёр: Михаил Пташук
- Оператор: Джеймс Гуччиардо
- Художник: Валерий Назаров
- Композитор: Виктор Копытько
- Продюсер: Сергей Ливнев

## О фильме
Дата выхода — 1 января 2004.
Первая и единственная голливудская работа Михаила Пташука. Альтернативное название фильма — «Песня розы».

## Критика
Пташук снял на американские деньги «The Burning Land», постыдно неумелую разлюли-малину… Остроумие прокатчиков и участие в обоих фильмах актера Юрия Колокольникова (в титрах последнего он, впрочем, обозначен как Ури Колокол) позволили назвать последний фильм Пташука, вскоре после этого погибшего в ДТП, «В июне 41-го».— Шамиль Идиатуллин — Цвет Победы. Что показывали телеканалы в День Победы // Газета.ру, 15 мая 2008